# Synode von Piacenza
Die Synode von Piacenza war eine Synode vom 1. bis zum 5. März 1095 in Piacenza.
Die Synode wurde von Papst Urban II. am Ende einer Reise durch Italien und Frankreich einberufen. Der Papst wollte mit der großen Versammlung vor zahlreichen kirchlichen und weltlichen Würdenträgern seine Autorität nach dem Ende des Investiturstreits unterstreichen. Diese Autorität drückte sich bereits durch die Anzahl der Teilnehmer aus: Rund 4000 Kleriker, darunter 200 Bischöfe, und 30.000 Laien werden genannt. Der größte Teil der Laien dürften allerdings Schaulustige aus Piacenza und der Umgebung gewesen sein.
Die Zurschaustellung päpstlicher Würde sollte vor allem die Spaltung der Kirche beenden. Mit Urban II. und Clemens III. beanspruchten zwei Päpste die Herrschaft. Während Clemens Kaiser Heinrich IV. unterstützte, stand Urban in Opposition zum Kaiser. Auch in zahlreichen nachgeordneten Kirchenämtern gab es Mehrfachbesetzungen durch streitende Parteien, worunter die Macht der Kirche und die Erfüllung der Seelsorgeaufgaben litten. Zu einer Entscheidung zwischen den beiden Päpsten kam es allerdings nicht. Urban veröffentlichte lediglich eine Bulle gegen seinen Konkurrenten und dessen Anhänger.
Darüber hinaus wurden eine Reihe von politischen Fragen behandelt: Adelheid von Kiew, die Frau von Kaiser Heinrich IV., beschuldigte ihren Gatten des Ehebruchs und sexueller Ausschweifungen. Kurz darauf schied der Papst das Kaiserpaar. Eherechtliche Fragen erörterten auch Gesandte Philipps I. von Frankreich. Der König beschwerte sich darüber, dass er exkommuniziert worden war, nachdem er seine erste Frau Bertha von Holland verstoßen und die verheiratete Bertrada von Montfort geheiratet hatte. Urban gewährte dem König eine Frist, um sich zu rechtfertigen und bestätigte dann auf der Synode von Clermont die Exkommunikation. Außerdem wurden im Verlauf der Synode mehrere päpstliche Verordnungen erlassen, unter anderem gegen die Häresie Berengars von Tours, gegen Geldzahlungen für das Erteilen von Sakramenten, für den Zölibat und über die Transsubstantiation.
Das im Nachhinein bedeutsamste Ereignis der Synode von Piacenza war das Erscheinen eines Gesandten des byzantinischen Kaisers Alexios I. Nachdem Alexios unter Gregor VII. gebannt worden war, hatte Urban II. dieses Urteil aufgehoben und damit eine Annäherung zwischen der katholischen Kirche und Byzanz eingeleitet. In Piacenza berichteten die Byzantiner von der Bedrohung ihres Reiches durch die Seldschuken, erinnerten daran, dass Jerusalem von den Moslems besetzt war und baten um Hilfe aus der lateinischen Welt. Auf Urban II. scheinen diese Berichte einen nachhaltigen Eindruck gemacht zu haben. Er ließ sie in den folgenden Monaten vor allem in Frankreich verbreiten und bezog sich schließlich bei seinem Aufruf zum Ersten Kreuzzug auf der Synode von Clermont im November 1095 darauf.